# Radio Caroline

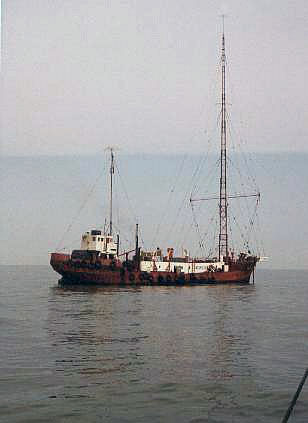
Mi Amigo, Radio Carolines sändarskepp 1964-1967, samt 1972-1980.

Radio Caroline är en brittisk radiostation grundad 1964 av Ronan O'Rahilly. Då den under startåren saknade licenser från någon regering betraktades den som en piratradiostation.
Radio Caroline var framförallt inriktad på att spela ny popmusik, något statliga BBC bara gjorde vissa tider på dygnet.
Under 1960-talet sände Radio Caroline från två skepp. Dels MV Caroline, ankrat utanför Felixstowe som var Caroline North och från MV Mi Amigo ankrat utanför Frinton-on-Sea som var Caroline South. Mi Amigo hade tidigare använts som sändarskepp för Radio Nord 1961-1962, då under namnet Bon Jour. Caroline Souths största konkurrent under mitten av 1960-talet var Wonderful Radio London, vars sändarskepp var ankrat i närheten.
Efter att briitiska myndigheter förbjöd piratradio genom Marine, &c., Broadcasting (Offences) Act 1967 stängdes de flesta stationerna ner, men Radio Caroline flyttade sina skepp till nederländska territorialvatten. Av kostnadsskäl fick stationen tidvis dela sändare med andra radiostationer. Nederländerna förbjöd piratradiosändningar från september 1974 och skeppet flyttades då till internationellt vatten vid Knock Deep Channel. Skeppet Mi Amigo sjönk 20 mars 1980 efter en svår storm och personalen fick evakueras mitt under sändning.
1983 återstartades Radio Caroline, nu med skeppet MV Ross Revenge. Efter en storm i november 1991 som fick skeppet på drift fick personalen åter evakueras, vilket blev slutet på skeppseran. Stationen har sedan överlevt i olika former, ibland sänd från skepp, trots flera länders myndigheters försök att tysta signalen.
Grundaren Ronan O'Rahilly avled 2020.